# Grime
Grime es un género de música electrónica que surgió en el este de Londres, Reino Unido, hacia principios de la década de 2000, como un estilo derivado del UK Garage que tomaba importantes elementos tanto del dancehall como del hip hop.

## Características musicales
El grime se construye sobre un complejo patrón rítmico de 2 step, normalmente a una velocidad de 140 bpms. Estilísticamente, el género es heredero directo del UK Garage, tanto musicalmente como en relación con su escena. Además, toma elementos del dancehall y del hip hop. La sonoridad suele ser oscura, las líneas de bajo son pesadas y guturales, los temas se componen en muchas ocasiones de forma exclusivamente instrumental y cuando cuenta con letras éstas toman una temática futurista.

## Origen y desarrollo
El grime surgió en varios barrios de Londres como Barking & Dagenham, Tower Hamlets, London Borough of Newham, Barnet, Waltham Forest y Hackney, en el este de Londres. Su origen está íntimamente ligado a las radio piratas, como Rinse FM y MajorFM, las cuales fueron las primeras en dar su apoyo y espacio a un género que en su comienzo era estrictamente underground. En sus comienzos, el género se conoció también con otros nombres, como "sublow" (traducido como "sub bajo") por sus muy bajas frecuencias de bajos, muchas veces en torno a 40 Hz, y también "eskibeat", un término inicialmente aplicado al estilo de Wiley y sus colaboradores. Entre los primeros temas en ser catalogados como grime figuran 'Eskimo' de Wiley y "Pulse X" de Musical Mob.
El género comenzó a popularizarse gracias al trabajo de músicos como Dizzee Rascal y Wiley, ambos miembros de Roll Deep. Con sus discos, respectivamente, Boy in da Corner y Treddin' on Thin Ice, publicados en 2003, el estilo pasó al mainstream. Dizzee Rascal progresivamente fue alcanzando un estatus mediático, con múltiples apariciones en los medios.
Frente a esa exposición mediática, el grime ha conservado durante los años su carácter underground. La mayor parte de artistas publican en sellos independientes pequeños, la escena se mantiene viva gracias a las batallas entre MCs y muchos de estos se dan a conocer mediante mixtapes que se venden en los comercios del barrio.
También se lo conoce por ser un precursor directo del dubstep.